# Скева
Скева — персонаж Нового Завета (Деян. 19).
Эфесский еврей; назван «первосвященником», то есть из первосвященнического рода (и занимал почетное место в народном собрании), либо же начальник чреды священников.
У него было семь сыновей, которые (вместе с несколькими другими иудейскими заклинателями) пытались изгнать бесов именем Иисуса, «Которого Павел проповедует», но злой дух воспротивился им и бесноватый бросился на них «и, одолев их, взял над ними такую силу, что они нагие и избитые выбежали из того дома… и величаемо было имя Господа Иисуса».
Это послужило посрамлению их дерзости, обмана и корыстолюбия.
Согласно Библии, весть об этом событии разнеслась по всему городу, и многие уверовали в Иисуса Христа, а многие чародеи, собрав свои чародейные книги, добровольно сожгли их, несмотря на их ценность, причем цена сожженных книг достигала 50 000 драхм.